# Fältväddsfjädermott
Fältväddsfjädermott (Alucita grammodactyla) är en fjärilsart som beskrevs av Philipp Christoph Zeller 1841. Fältväddsfjädermott ingår i släktet Alucita och familjen mångfliksmott, (Alucitidae). Enligt den svenska rödlistan är arten sårbar i Sverige. Arten förekommer på Gotland och Öland. Artens livsmiljö är jordbrukslandskap och stadsmiljö. Inga underarter finns listade i Catalogue of Life.

## Bildgalleri

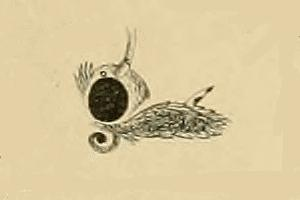